# Vauxhall VXR8
La Vauxhall VXR8 è una autovettura sportiva venduta dalla casa automobilistica inglese Vauxhall Motors a partire dal 2007 esclusivamente nel Regno Unito.
Si tratta dell'erede della Vauxhall Monaro VXR e come questa è prodotta dalla Holden. La VXR8 infatti, al pari della Pontiac G8 GT venduta negli USA, è una versione solo leggermente modificata della Commodore HSV Clubsport R8. Con la chiusura della casa costruttrice australiana, avvenuta nel 2017, è cessata anche la produzione di questo modello.

## La prima serie (2007-2010)
La VXR8 è equipaggiata di un motore 8 cilindri a V di 6,2 litri di origine Corvette. All'esordio era utilizzata la versione LS2 di tale motore, in grado di sviluppare 307 kW (417 CV) a 6.000 giri al minuto e 550 N·m di coppia massima a 4.400 giri/min, ma dall'aprile del 2008 è stata adottata la versione LS3 del motore V8, con una potenza massima aumentata a 430 CV.
La casa costruttrice dichiarava che la vettura era in grado di scattare da o a 100 km/h in 4,6 secondi. La trasmissione prevede un cambio meccanico a comando manuale a sei rapporti, lo stesso numero previsto per la versione automatica, disponibile come opzione a pagamento.
La prima serie prevedeva tra le opzioni anche specifici kit di elaborazione per aumentare le prestazioni. Il più potente permetteva di aumentare la potenza fino a 540 CV.
Nel marzo del 2010 è stata interrotta la commercializzazione della prima serie.

## La seconda serie (2011-2017)

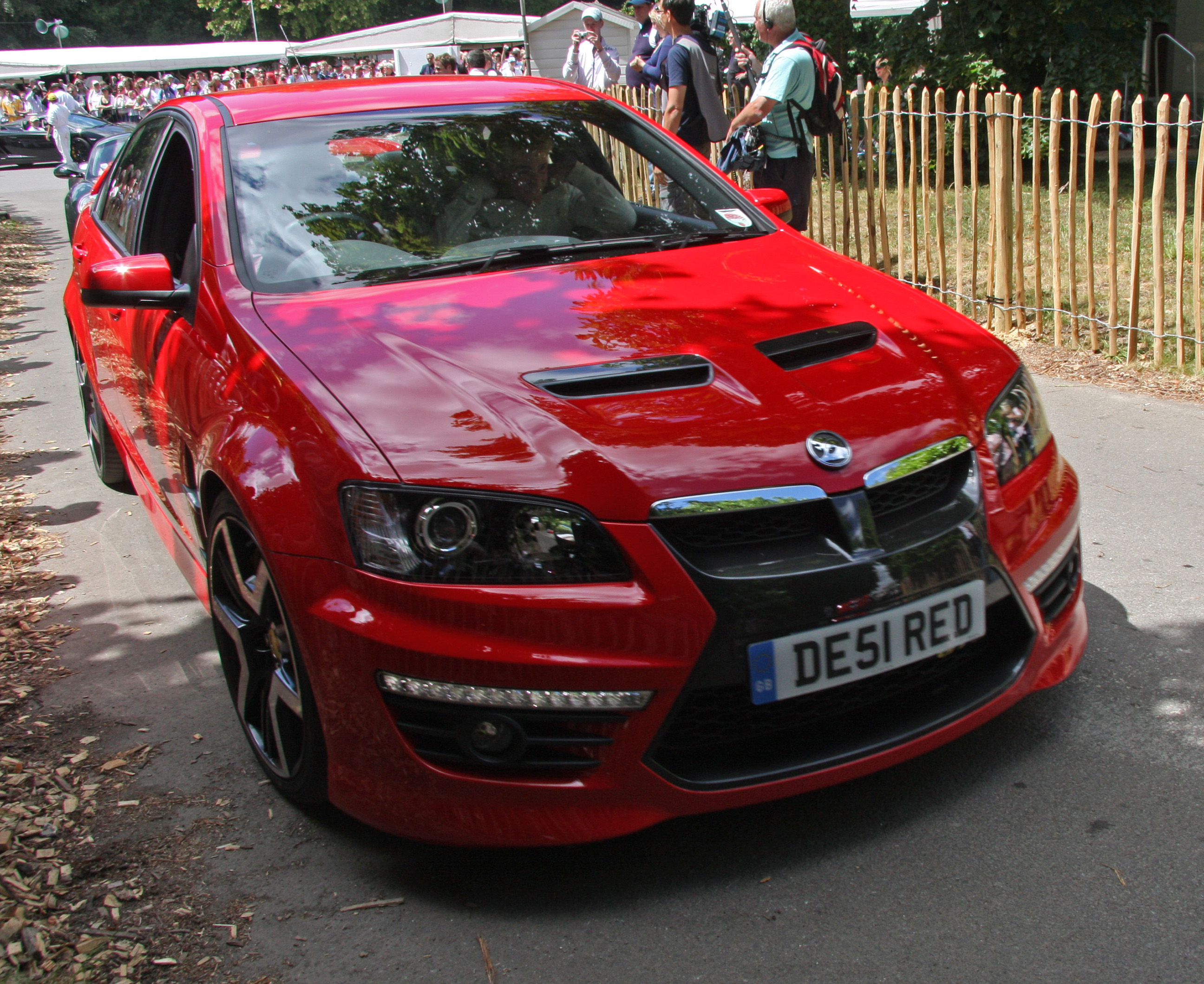
Vauxhall VXR8 II Serie

A dicembre dello stesso anno è stata annunciata la seconda serie del modello, le cui vendite sono iniziate nel mese di marzo del 2011.
Questa nuova serie, anziché sulla versione Clubsport R8 della Commodore, è basata sulla più potente versione GTS, dotata sempre del motore V8 LS3, ma con 325 kW (442 CV) di potenza massima.
Gli aggiornamenti estetici riguardano sia la linea esterna, ristilizzata soprattutto nel frontale, che gli interni, modificati nel quadro strumenti, nella console centrale e nei sedili. La meccanica, mutuando le specifiche della versione GTS della Commodore, prevede anche l'adozione del Magnetic Ride Control, un sistema in grado di modificare l'assetto delle sospensioni fino a 1000 volte al secondo.
Di questa serie è stata prodotta una versione speciale denominata Bathurst S. Il propulsore LS3 V8 supercharged è stato modificato, con l'adozione di un sistema di sovralimentazione con compressore volumetrico, al fine di ottenere una potenza massima di 560 CV. Ciò permette alla vettura di raggiungere una velocità autolimitata a 250 km/h.